# Регіональна рада оборони Арагону
Регіональна рада оборони Арагону (ісп. Consejo Regional de Defensa de Aragón (CRDA), араг. Consello Rechional d'Esfensa d'Aragón) — адміністративна одиниця створена в східному Арагоні, Іспанія, у вересні 1936 року в складі Другої Іспанської республіки, у часи Громадянської війни в Іспанії. Влада східного Арагону повністю належала анархо-синдикалістичній організації CNT, вони ж і були більшістю в уряді Арагону; співпрацювали з Народним фронтом Іспанії. Хоча Рада мала великий вплив і, по факту, створила власну державу в межах Іспанської республіки, її існування було ефемерним, оскільки діяльність Ради Арагону тривала менше року. 
Загалом, є одним із найвідоміших прикладів у історії світу анархічного державоподібного утворення (див. Вільна територія); посилаючись на українські анархічні експерименти у вигляді Махновщини 1919-1921 років, сільський Арагон отримав прізвисько "іспанської України", а місцеві пропагандисти стверджували, що Іспанія не буде переповненою марксистським мілітаризмом, як це сталося з анархізмом у Російській імперії. Вся економіка в регіоні базувалась на комунах, вітався бартер, ціни контролювались Радою, уникалась інфляція.

## Історія

### Походження
Рада Арагону була першим автономним урядом Арагону з 1707 року, набувши його у складі Другої Іспанської республіки. Витоки Регіональної ради оборони Арагону, здебільшого, лежать в анархо-синдикалістичній традиції арагонського селянства. Рада була заснована з жовтня по грудень 1936 року переважно анархо-синдикалістами з CNT, а також членами Народного фронту. Прийнято вважати життя Ради Арагону ефемерним, оскільки діяльність її уряду тривала менше року, поки не була розпущена республіканською владою під тиском КПІ у серпні 1937 року. За короткий період існування були вжиті прогресивні та революційні економічні та соціальні заходи, які підтримували та наділяли громади в той же час, коли вони боролися з ворогом.

### Історія створення
Створення Регіональної ради оборони Арагону пов'язане з революційною ситуацією, яка склалася на арагонських землях після приходу сюди ополчення анархістів з організацій CNT й FAI, та комуністів зі Каталонії та Валенсії, що фактично захопили владу у східному Арагоні, напротивагу західній частині, яка була окупована франкістами. Незважаючи на це, центральний уряд і Женералітет Каталонії майже не мали ніякого впливу на землях РРОА.
15 вересня 1936 року в Мадриді Національна пленарна асамблея регіональних організацій (Pleno Nacional de Regionales) CNT пропонує своїм політичним і профспілковим членам створити кілька регіональних рад оборони (Consejos Regionales de Defensa), об’єднаних федеральним зв’язком у Національну раду оборони (Consejo Nacional de Defensa), на яку будуть покладені функції центрального органу. Асамблея, що складається з делегацій арагонських сіл і ополчення CNT, була скликана наприкінці вересня регіональним комітетом CNT у Бахаралозі. Ця асамблея приймає рішення про створення Регіональної ради оборони Арагону, як автономію у складі Другої Іспанської республіки. Підвладними Раді Арагону ставало приблизно 450 сільських громад, майже всі з яких перебували під керівництвом CNT, і лише 20 – під керівництвом UGT. Такі дії не сподобались центральному уряду комуністів, соціалістів і республіканців, але за тих обставин не було способу уникнути цього. 
Уряд Регіональної ради оборони базувався у місті Каспе, столиці РРОА.

### Діяльність
Незважаючи на революційне походження, Рада була визнана 6 жовтня 1936 року постановою уряду Другої Республіки. 15 жовтня того ж року уряд Ради Арагону провів своє перше офіційне засідання, де Хоакін Аскасо, член CNT, був обраний президентом Ради. Остаточно він був узаконений і врегульований республіканським урядом лише 23 грудня 1936 року й за умови, що в управлінні Ради будуть брати участь й інші члени Народного фронту. 28 жовтня Рада створила телерадіомовну організацію та видавала власний офіційний бюлетень спочатку тільки у Фразі, а потім у Каспе. Це місто стає адміністративною столицею республіканського Арагону, оскільки Рада оборони остаточно поселяється там, у стінах палацу Піасуело Барберан.
За своє правління Аскасо прагне якомога швидше визнати законність Арагонської ради. Для цього він їде до Барселони, щоб зустрітися з президентом Іспанської Республіки Мануелем Азаньєю та президентом каталонського уряду Луїсом Компанісом, а потім їде до Мадрида. Там він зустрівся з президентом уряду республіки Хуаном Негріном, щоб отримати повну легалізацію Ради оборони та затвердження статусу автономії за зразком каталонського та баскського. 
Остаточне визнання, як вже згадувалося, відбулося 23 грудня, де Аскасо отримав офіційну посаду урядового делегата Ради. Ближче до середини лютого в Каспе відбувся конгрес, на якому були присутні 500 делегатів, що представляли близько 80 000 колективістських комун анархічного Арагону. Конгрес пропонує створити Федерацію громад (Federación de Colectividades) для регіону. Тоді ж Рада набуває специфічного герба та прапора. Їх три кольори є трьома складовими Ради: чорний символізує анархістів, червоний — комуністів, фіолетовий — республіканців  .
Як можна побачити, уряд Ради Арагону та її президент робить чимало поступок в сторону Мадриду. Так члени Народного фронту, головної коаліції сил республіканського уряду, увійшли до Ради, зокрема комуністи, Об'єднані ліві та члени впливової профспілки UGT. Під впливом цих нових людей правлячої коаліції, кількість яких з часом зростала, революційний характер Ради поступово зменшувався. Так, наприклад, у січні початкові школи, які все ще контролювали комісії анархо-синдикалістів, вже перейшли під контроль республіканського уряду.

### Ліквідація
Уряд Хуана Негріна, однак, дедалі неприхильніше ставиться до анархістських експериментів на республіканській території. Таким чином, заявлено, що сама особистість президента Арагонської ради Хоакіна Аскасо засмучує республіканський уряд: його вважають жорстоким і безпринципним анархістом, тоді як досі його публічно хвалили за його незаперечні зразкові досягнення. 4 серпня міністр національної оборони Індалесіо Прієто наказує військам 11-ої дивізії республіканської армії під командуванням Енріке Лістера зайняти Арагон під приводом військових маневрів. 
10 серпня Регіональна рада оборони Арагону розпускається, Хоакін Аскасо з іншими лідерами Ради та ще 700 анархістів ув’язнені. Після розпуску Ради та арешту Аскасо уряд призначив Хосе Ігнасіо Мантекона генерал-губернатором для управління регіоном. Таким чином Мантекон, колишній член Ради Арагону і лівий республіканець, став новою верховною владою. Селяни, які не потрапити в комуни, заволоділи багатьма із них силою, приватизувавши та перерозподіливши всі наявні в них продукти харчування та техніку. Офіси обласного комітету CNT були зайняті республіканською владою, а їхні справи та записи були конфісковані. Тим часом комуністичні військові загони зайняли різні райони долини Ебро та верхнього Арагону. Зі свого боку, лідери CNT докладали всіх зусиль, щоб запобігти стратам анархістів, але врешті-решт визнали розпуск «Ради Арагону» як факт. Тим часом багато анархістів були інтерновані у тюрмах або концтаборах під республіканським контролем до кінця війни.

## Склад уряду Ради Арагону[6]
| Посада                                       | Очільник              | Політична сила, до якої належав |  |
| -------------------------------------------- | --------------------- | ------------------------------- |  |
| Президент                                    | Хоакін Аскасо         | CNT                             |  |
| Міністр громадського порядку                 | Адольфо Баллано       | CNT                             |  |
| Міністр інформації та пропаганди             | Еварісто Віньюалес    | CNT                             |  |
| Міністр сільського господарства              | Адольфо Арнал         | CNT                             |  |
| Міністр з питань праці                       | Мігель Чуека Куартеро | CNT                             |  |
| Міністр транспорту та комунікацій            | Луїс Монтоліу Саладо  | CNT                             |  |
| Міністр економіки та постачання              | Евеліо Мартінес       | CNT                             |  |
| Міністр юстиції                              | Хосе Ігнасіо Мантекон | Ліві республіканці (партія)     |  |
| Міністр фінансів                             | Хесус Грасіа          | ЛР                              |  |
| Міністр Культури                             | Мануель Латорре       | UGT                             |  |
| Міністр громадських робіт                    | Хосе Руїс Борао       | UGT                             |  |
| Міністр охорони здоров'я та соціальних робіт | Хосе Дуке             | PCE                             |  |
| Міністр промисловості та торгівлі            | Кустодіо Пеньяроча    | PCE                             |  |
| Генеральний секретар                         | Беніто Павон          | Партія синдикалістів            |  |